# Reinhard Barsuhn
Reinhard Barsuhn (* 23. März  1943 in Königsberg) ist ein deutscher Politiker (SPD, CDU) und Mitglied der Bremischen Bürgerschaft.

## Biografie

### Ausbildung und Beruf
Barsuhn studierte Nautik  an der Seefahrtsschule Bremen. Er übte den Beruf eines Oberhafenmeisters u. a. beim Senator für Bau, Umwelt und Verkehr aus.

### Politik
Barsuhn war Mitglied der SPD im SPD-Ortsverein Bremen-Neustadt und dort Mitglied im Ortsvorstand. Er war in den 1980er Jahren Vorstandsmitglied im SPD-Unterbezirk Bremen-West. Später trat er in die CDU ein.
Von 1979 bis 1995 war er für die SPD 16 Jahre lang Mitglied der Bremischen Bürgerschaft und in verschiedene Deputationen und Ausschüssen der Bürgerschaft tätig. Er war von 1983 bis 1987 Vorsitzender des Rechnungsprüfungsausschusses, von 1988 bis 1995 Stellvertretender SPD-Fraktionsvorsitzender. Er war zudem baupolitischer Sprecher in der SPD-Fraktion. Er legte 1993 den Vorsitz des Stadtwerke-Untersuchungsausschusses der Bürgerschaft nieder, da er in Verdacht geraten war, von Spenden-Transaktionen zwischen der städtischen Gesellschaft und der Bremer SPD schon früher gewusst zu haben.
2007 kandidierte er für die CDU Bremen erfolglos für den Beirat Bremen-Woltmershausen.